# Helen Owen
 (décembre 2019).
Si vous disposez d'ouvrages ou d'articles de référence ou si vous connaissez des sites web de qualité traitant du thème abordé ici, merci de compléter l'article en donnant les références utiles à sa vérifiabilité et en les liant à la section « Notes et références ».
Ne doit pas être confondu avec Helen Owen (mannequin).
Pour les articles homonymes, voir Owen.
Helen Owen est une comédienne de théâtre anglaise née le 1er mai 1980.

## Jeunesse
Née à Rochdale en Angleterre, Helen Owen a étudié à l’académie Oulder Hill du Gracie Fields Theatre. Après avoir fait ses débuts professionnels dans le théâtre dramatique City Central basé à Manchester, elle a étudié les arts de la scène au Blackpool College. Elle a ensuite commencé à étudier la musique à l’université de Lancaster qu’elle a quitté rapidement. Elle a ensuite joué Michelle dans le projet pilote original de Two Pints of Lager and a Packet of Crisps avant de déménager à Londres pour étudier le Musical Theatre  à la Guildford School of Acting.

## Carrière
Après avoir obtenu son diplôme en 2003, Helen Owen entra directement dans la distribution de Mamma Mia au Prince Edward Theatre dans le West End. En 2005, elle a joué le rôle de Dorothy dans la production RSC de The Wizard of Oz au Birmingham Repertory Theatre, rôle qu'elle a repris dans la même production au West Yorkshire Playhouse en 2006. La même année, elle est apparue à l'Open Air Theatre, à Regent's Park dans Le Songe d'une nuit d'été, la maîtrise de la musaraigne et The Boy Friend. C'est là qu'elle a rencontré l'acteur Thomas Aldridge, qu'elle a ensuite épousé en 2012. En 2007, elle est retournée au théâtre de sa ville natale pour jouer Cendrillon de Panto au théâtre Gracie Fields. L'année suivante, elle décroche son « job de rêve » dans la production londonienne des Misérables au Queens' Theatre. Au cours des sept années suivantes, elle a joué le rôle d’Éponine plus de 400 fois, ainsi que de Cosette, puis est descendue dans le folklore des Misérables, devenant ainsi la plus longue servante de tous les temps de l’histoire des émissions.